# سيزار أرتورو راموس
سيزار أرتورو راموس (بالإسبانية: César Ramos Palazuelos)‏ مواليد 5 ديسمبر 1983،هو حكم دولي مكسيكي، أصبح حكم دولي منذ 2014، شارك في تحكيم بعض المباريات في بطولة دوري أبطال الكونكاكاف و تصفيات أمريكا الشمالية لبطولة كاس العالم 2018.
حكم راموس نهائي كأس العالم للأندية 2017 بين ريال مدريد وغريميو .
راموس هو الحكم المكسيكي الوحيد المشارك في كأس العالم 2018.

## روابط خارجية
- سيزار أرتورو راموس على موقع Soccerway.com (الإنجليزية)
- سيزار أرتورو راموس على موقع أوليمبيديا (الإنجليزية)